# Ducherow
Ducherow er en by og kommune i det nordøstlige Tyskland, beliggende i Amt Anklam-Land i den centrale del af Landkreis Vorpommern-Greifswald. Landkreis Vorpommern-Greifswald ligger i delstaten Mecklenburg-Vorpommern. Indtil 31. december 2004 var kommunen en del af Amt Ducherow.

## Geografi
Kommunen er beliggende ved vestenden af Ueckermünder Heide. Anklam ligger omkring 13 kilometer mod nordvest og Ueckermünde omkring 20 kilometer øst for kommunen.
Ducherow ligger ved Bundesstraße B 109. Jernbanen Angermünde–Stralsund går gennem kommunens område. Tidligere drejede jernbanen til øen Usedom fra ved banegården i Ducherow (i dag kører banen kun på øen mellem polske Świnoujście og Wolgast).

### Landsbyer
Ud over Ducherow, ligger følgende landsbyer i kommunen:
| - Busow - Heidberg - Kurtshagen - Löwitz - Marienthal | - Neuendorf A - Rathebur - Schmuggerow - Sophienhof - Schwerinsburg |

## Eksterne kilder og henvisninger
- Wikimedia Commons har flere filer relateret til Ducherow
- Byens side Arkiveret 19. februar 2017 hos  Wayback Machine på amtets websted
- Statistik Arkiveret 19. februar 2017 hos  Wayback Machine